# Dartmouth (Royaume-Uni)
Pour les articles homonymes, voir Dartmouth.
Dartmouth est une ville dans l'Angleterre du Sud-Ouest, sur les bords de l'estuaire du fleuve côtier Dart. Elle fait partie du comté de Devon.
La ville a été un port important pour la Royal Navy au temps de la marine à voile ; elle est maintenant une destination touristique prisée. Néanmoins, la Royal Navy y est toujours présente par son centre de formation de ses officiers, situé sur une colline surplombant la ville : le Britannia Royal Naval College.
Sur la rive nord du Dart, la ville comporte d'anciennes maisons de pêcheurs de nombreuses couleurs pastels ; sur la rive sud, où se trouve le Royal Naval College, se trouvent des quais pavés et des maisons à colombages des XVe et XVIe siècles. Il n'y a pas de pont mais une barge pour traverser le fleuve.

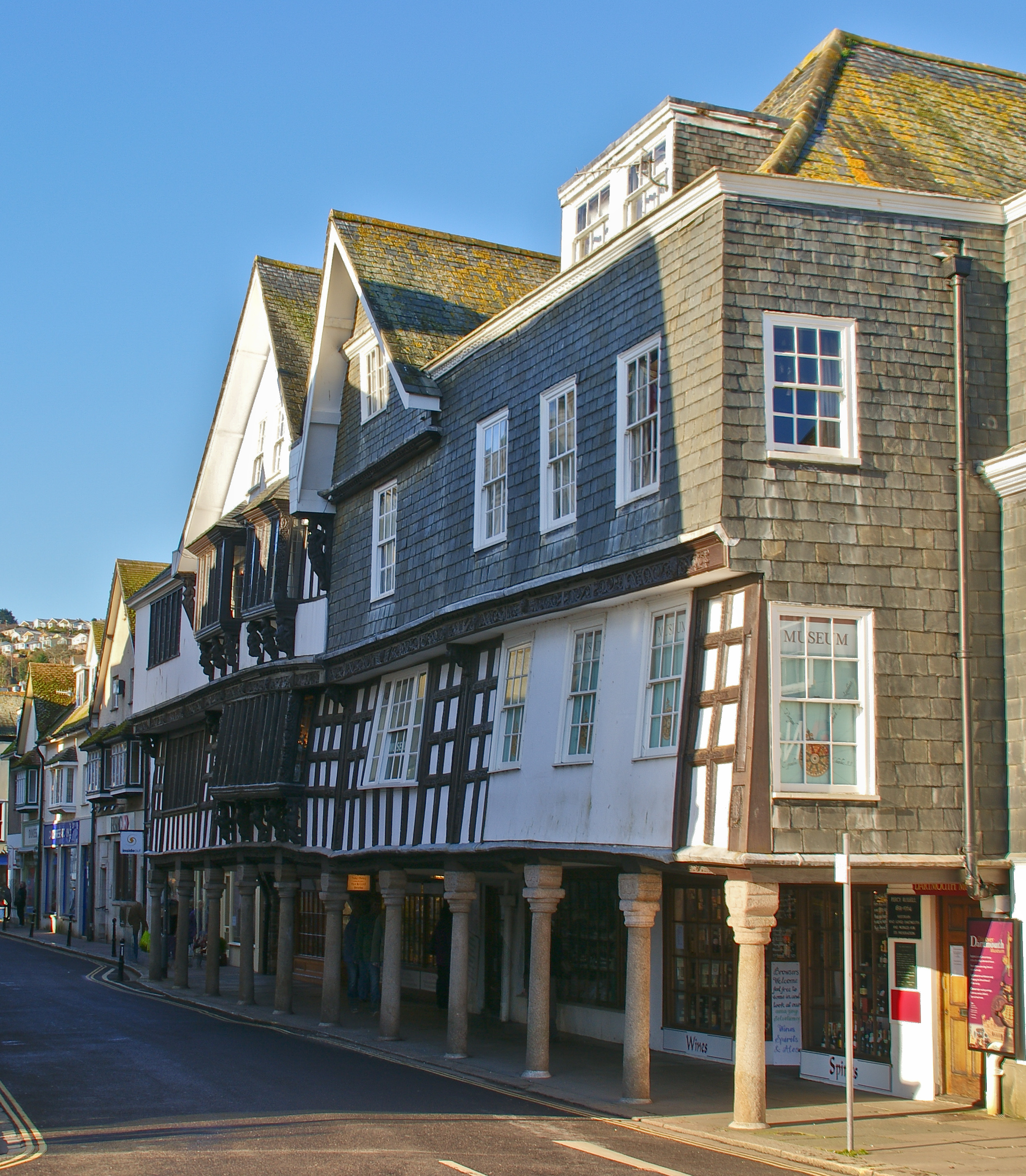
The Butterwalk.
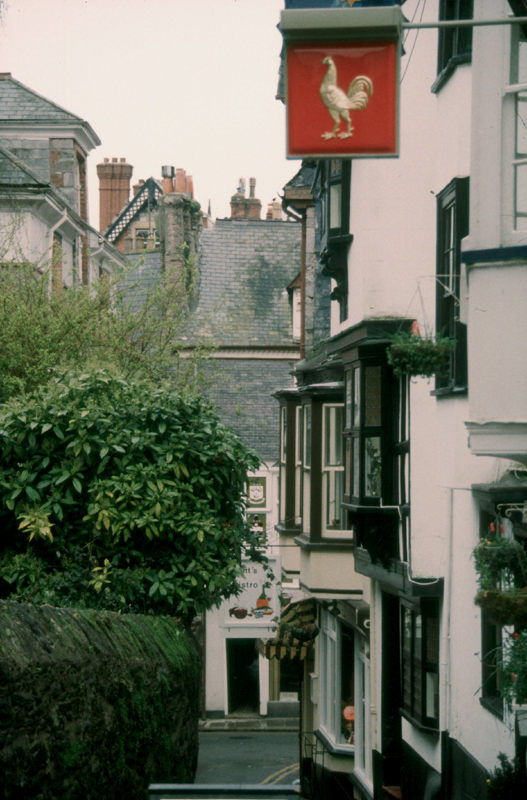
La vieille ville.

## Évocations artistiques
La ville est le lieu où se situe l'intrigue d'une aventure de Victor Sackville, L'Échiquier Anderson, bande dessinée de François Rivière et de Francis Carin (2002).
Dans Les Contes de Canterbury, le personnage du Marin vient de Dartmouth.
Agatha Christie, qui y a résidé avant d'acheter sa propriété de Greenway, peint le Royal Castle Hotel dans son roman Témoin indésirable sous le nom de Royal George Hotel.

## Personnalités liées
- Mark Blaug (1927-2011), économiste anglais spécialiste de l'histoire de la pensée et la méthodologie économique, y est mort ;
- John Hawley (en) (?-1408), maire de Dartmouth à quatorze reprises,il était à la fois marchand et corsaire agréé, bien qu’il ait souvent été accusé de piraterie.
- Colin Ingleby-Mackenzie (1933-2006), joueur anglais de cricket, y est né ;
- Thomas Newcomen (1663-1729), mécanicien anglais, y est né ;
- John Russell (1795-1883), pasteur anglais, il crée la race de chien qui porte son nom, le Jack Russell terrier, y est né.